# Sot de l'Avanc
El Sot de l'Avanc és un sot, o vall estreta i feréstega, del terme municipal de Sant Quirze Safaja, a la comarca del Moianès.
És en el sector central del terme, al nord-est del poble de Sant Quirze Safaja. És a la vall de torrent de la Rovireta, al nord-est del Turó del Pi Gros, al sud-est de la masia de Can Riera i al nord de la Balma de l'Espluga.